# روبن تومسون (دراج)
روبن تومسون (بالإنجليزية: Reuben Thompson)‏ (و. 2001  م) هو دراج نيوزلندي، ولد في كوينزتاون.

## التصنيف
| السنة      | 2020 | 2021 | 2022 | 2023 | 2024 |
| ---------- | ---- | ---- | ---- | ---- | ---- |
| عالمي      | 2148 | 760  | 440  | 697  | 987  |
| أوقيانوسيا | 108  | 35   | 30   | 44   | -    |
|            |      |      |      |      |      |
| مصدر: UCI  |      |      |      |      |      |

## سجل الفوز

### سباقات أو مراحل فاز بها
| التاريخ        | السباق                                | المركز                                                                  |
| -------------- | ------------------------------------- | ----------------------------------------------------------------------- |
| 23 أبريل 2021  | جيرو ديل ترينتينو 2021                | الرابع في تصنيف الجبال                                                  |
| 12 يونيو 2021  | طواف إيطاليا للدراجات تحت 23 سنة 2021 | السابع في تصنيف أفضل شاب                                                |
| 18 يوليو 2021  | 2021 Giro della Valle d'Aosta         | الفائز في التصنيف العام، الفائز في ترتيب التسلق، الفائز في ترتيب النقاط |
| 29 أغسطس 2021  | تور دو باي دو مونبيليارد 2021         | المركز الثالث                                                           |
| 09 أبريل 2022  | سيركويت ديس آردن 2022                 | الفائز في ترتيب النقاط للشباب، المركز الثاني                            |
| 22 أبريل 2022  | جيرو ديل ترينتينو 2022                | العاشر في تصنيف أفضل شاب                                                |
| 17 يوليو 2022  | 2022 Giro della Valle d'Aosta         | المركز الثاني                                                           |
| 02 أكتوبر 2022 | 2022 Ronde de l'Isard                 | المركز الثاني                                                           |
| 22 يناير 2023  | داون أندر 2023                        | الرابع في تصنيف أفضل شاب                                                |
| 02 أغسطس 2023  | طواف أين 2023                         | الثاني في تصنيف أفضل شاب                                                |
| 25 فبراير 2024 | غران كامينيو 2024                     | السابع في تصنيف أفضل شاب                                                |